# Vernon Dahmer
Vernon Ferdinand Dahmer, Sr. (* 10. März 1908 in Forrest County, Mississippi; † 11. Januar 1966 in Hattiesburg, Mississippi) war ein US-amerikanischer Bürgerrechtler und Leiter eines Chapters der NAACP in Hattiesburg Mississippi in Forrest County.

## Frühe Jahre
Dahmer wurde 1908 als Sohn von George und Ellen Dahmer in Forrest County, Mississippi geboren. Er ging zur Bay Spring High School.
Im März 1952 heiratete Dahmer Ellie Jewell Davis, eine Lehrerin aus Rose Hill, Mississippi. Das Paar hatte acht Kinder. Ellie Dahmer unterrichtete bis zu ihrer Pensionierung in staatlichen Schulen Mississippis. Dahmer war Mitglied der Shady Grove Baptist Church. Dahmer war in der NAACP aktiv und setzte sich sehr dafür ein, die Schwarzen über ihr Wahlrecht aufzuklären.
Sein Mantra war: „If you don’t vote, you don’t count“ – „Wenn Du nicht wählst, zählst Du nicht.“ Diese Worte sind auch auf seinem Grabstein eingemeißelt.

## Mord
In der Nacht des 10. Januars 1966 wurde ein Bombenanschlag auf das Haus von Dahmer verübt. Als Ellie und die Kinder zu fliehen versuchten, wurde auf sie geschossen. Vernon erwiderte das Feuer aus dem Haus heraus und wurde durch das Feuer schwer verletzt. Er starb am nächsten Tag. Der Brand vernichtete neben seinem Haus auch seinen Gemüseladen und sein Auto.
Vierzehn Männer, die Verbindungen zum Ku Klux Klan hatten, wurden festgenommen. Dreizehn wurden angeklagt, acht davon wegen Brandstiftung und Mordes. Imperial Wizard Sam Bowers, der als Chef der Verschwörung vermutet wurde, wurde mehrmals angeklagt und immer freigesprochen.
1998 wurde Bowers nochmals angeklagt und zu lebenslanger Haft wegen Mordes verurteilt. Er starb im Staatsgefängnis Mississippi State Penitentiary am 5. November 2006.

## Ehrungen
Nach Dahmers Tod wurden eine Straße und ein Park in Hattiesburg nach ihm benannt. Am 26. Juli 1986 wurde ein Gedenkstein in diesem Park enthüllt.
Am 3. Februar 2007 wurde Dahmer posthum für seinen heldenhaften Einsatz für die Bürgerrechtsbewegung an der William Carey University in Hattiesburg geehrt. 